# 大工川橋
大工川橋（だいくがわばし）は、福島県会津若松市を流れる一級水系阿賀野川水系溷川支流の大工川を渡る橋梁の名称であり、同名の橋梁が複数存在する。。

## 磐越自動車道
E49
- 全長：132.0m[1]
  - 主径間：82.2m[2]
- 幅員：9.0m / 9.3m（上り / 下り）[1]
- 形式：RC床版桁橋+鋼上路式単純トラス橋[2]
- 施工：JST[2]
- 竣工：1991年[1]

河東町八田字漆沢地内の、磐梯河東インターチェンジから会津若松インターチェンジとの間に位置し、大工川と左岸側に並行する市道を渡る。渡河部は上路式トラス桁が用いられており、トラス部は緑色に塗装されている。

### 周辺
- 日橋堰
- 河東町総合運動公園
  - 河東総合体育館
  - 河東弓道場

## 国道49号
- 全長：23.6m[3]
- 幅員：9.7m[3]
- 竣工：1966年[3]

大工川橋側道橋
- 全長：25.2m
- 幅員：1.4m
- 竣工：1987年

河東町浅山字浅野から河東町金田字古川に至り、八田橋にて再び渡った大工川を再び渡る滝沢バイパスの橋梁である。上下対向2車線で供用され、後に上り線側に人道橋が架設されている。

### 周辺
- 会津バス浅野停留所
- 大念寺

## 福島県道69号北山会津若松線
- 全長：20.3m[5]
- 幅員：7.0m[5]
- 竣工：1978年[5]

河東町倉橋字槻木から字藤倉に至る。橋上は上下対向2車線で供用されているが歩道はなく、下り線側に人道橋が架設されている。

### 周辺
- 延命寺